# Wilhelm Garbe (Feldhüter)
Wilhelm Garbe (auch: Pänner Garbe; * 4. Mai 1859 in Altwarmbüchen; † 10. Dezember 1926 in Hannover) war ein deutscher Maurer, Feldjäger im Sinne eines Feldaufsehers sowie ein Kutscher bei der Feuerwehr.

## Leben
Geboren in dem kleinen Ort Altwarmbüchen zur Zeit des Königreichs Hannover, erlernte Wilhelm Garbe zunächst den Beruf des Maurers. Nach seinem Militärdienst arbeitete er als Kutscher bei der Feuerwehr Hannover, noch bevor in der Gründerzeit des Deutschen Kaiserreichs 1893 mit einem  Automobil der Firma Benz erstmals ein Kraftfahrzeug auf Hannovers Straßen erschien.
Unterdessen hatte Wilhelm Garbe bereits 1890 die Stellung des städtischen Feldhüters in der Ohemasch angenommen. Dort war er unter anderem zur Pfändung von ausgebrochenem oder auch schlicht unbeaufsichtigtem Vieh bevollmächtigt, daher wurde er auf Plattdeutsch Pänner Garbe („Pfänder Garbe“) gerufen.
Wilhelm Garbe bewohnte als Stadtfeldhüter ein kleines Dienst-Gehöft zwischen der Leine und der Waterloostraße. Er war eine stadtbekannte Persönlichkeit und galt als „[...] Schrecken der Lausbuben, Nachtschwärmer und Ruhestörer“.

## Pänner-Garbe-Weg
Ein im Zusammenhang mit der Anlage des Maschsees mutmaßlich um 1937 an der Leine entstandener Weg wurde 1962 amtlich zunächst Penner-Garbe-Weg benannt, laut dem Adressbuch der Stadt Hannover von 1963 „[...] nach einem stadtbekannten hannoverschen Feldhüter“. Erst 1973 wurde die Bezeichnung in Pänner-Garbe-Weg geändert „[...] als Berichtigung der von ‚Pfänder‘ abgeleiteten volkstümlichen Berufsbezeichnung“.